# Грава (Алесандрија)
Грава (итал. Grava) је насеље у Италији у округу Алесандрија, региону Пијемонт.
Према процени из 2011. у насељу је живело 372 становника. Насеље се налази на надморској висини од 83 м.